# Apanteles celsus
Apanteles celsus är en stekelart som beskrevs av Papp 1975. Apanteles celsus ingår i släktet Apanteles och familjen bracksteklar. Inga underarter finns listade i Catalogue of Life.